# Redoute de Montretout
La Redoute de Montretout, parfois appelée fort de Montretout, ouvrage de Montretout ou tout simplement Montretout était l'un des ouvrages complémentaires de la première ceinture de forts de Paris.

## Situation
La redoute de Montretout, construite sur la commune de Saint-Cloud, était placée au sommet du coteau qui domine Saint-Cloud, dominée par les hauteurs du lieu-dit La Bergerie au-dessus de Garches.
Lors de sa construction, le fort était au milieu des ceps.

## Construction
Cette redoute fut construite en pierres sèches et terre dans le même style que les redoutes du Mamelon vert et des Ouvrages blancs construits par les Russes à Sébastopol.

Lors de l'investissement de Paris par les Prussiens, en septembre 1870, l'ouvrage n'était pas terminé.
La redoute de Montretout croisait ses feux avec l'artillerie du fort du Mont-Valérien, et était également protégée par le Point du Jour et le fort d'Issy.

Elle devait couvrir les vallées de Sèvres et de Saint-Cloud avec l'ouvrage du Brimborion.

## Histoire
Le 19 septembre 1870, elle fut évacuée par les troupes françaises. La redoute, qui était sous le feu du fort du Mont-Valérien, du Point du Jour et du fort d'Issy ne fut pas occupée par l'armée prussienne qui y laissa, seulement, un avant-poste. Toutefois la redoute fut, par la suite, le théâtre de nombreux bombardements et combats.
Le 2 octobre 1870, une reconnaissance est envoyée contre les avant-postes prussiens, délogeant un poste ennemi qui s’installait dans la redoute.
Le 16 octobre, le Mont-Valérien, la batterie de Mortemart située dans le bois de Boulogne, et quelques pièces du 6e secteur (Point-du-Jour) ont envoyé des obus perturbant ainsi les travaux de l'ennemi à Montretout.
Le 20 octobre, les bastions de l'enceinte, no 62, 63 et 64, et le fort du Mont-Valérien ont à nouveau canonné les travaux de l'ennemi à Montretout et à Garches.
Le 21 octobre, lors de la 1re bataille de Buzenval, des éléments de la colonne du général Martenot occupent, quelques instants, la redoute de Montretout et les hauteurs de Garches.
Le 3 novembre, pour perturber les travaux de terrassement que les Prussiens effectuent sur les hauteurs de Montretout, les batteries du fort du Mont-Valérien, du 6e secteur de l'enceinte et du fort d'Issy ont forcé à plusieurs reprises les travailleurs ennemis à se replier.
Le 7 novembre, le fort du Mont-Valérien et le 6e secteur de l'enceinte, se sont concertés pour empêcher les travaux de l'ennemi à la redoute de Montretout et atteindre ses réserves jusqu'à Garches et Ville-d'Avray.
Le 14 novembre, le fort du Mont-Valérien a tiré pendant une partie de la nuit sur Saint-Cloud, Montretout et Rueil.
Le 9 décembre, les mobiles de la Loire-Inférieure occupent et fortifient la ferme de La Fouilleuse qui servira désormais de redoute.
Le 21 décembre, le général Noël, a lancé une forte attaque à gauche sur la redoute de Montretout, au centre sur Buzenval et Longboyau.
Le 19 janvier 1871, lors de la 2e bataille de Buzenval, la redoute de Montretout était l'un des objectifs assignés à la colonne, dont les francs-tireurs des Ternes, placée sous les ordres du général Vinoy.